# Herbert Maciossek
Herbert Maciossek  (* 16. Dezember 1942 in Schalkendorf, Oberschlesien) ist ein ehemaliger deutscher Fußballspieler. Der Angreifer mit Torjägerqualitäten hat für den KSV Hessen Kassel von 1968 bis 1973 in der damals zweitklassigen Fußball-Regionalliga Süd 130 Ligaspiele absolviert und dabei 60 Tore erzielt.

## Stationen als Vereinsspieler
Nach Ende des Zweiten Weltkriegs verschlug es die Familie Maciossek aus Oberschlesien nach Hofgeismar in Hessen. Dort war Herbert Maciossek in der Jugend als Hand- wie auch als Fußballspieler aktiv. Im Seniorenbereich spielte er in der Runde 1966/67 bei den Rot-Weißen aus dem Reinhardswald, dem TSV Hombressen in der Bezirksklasse, von wo er zur Saison 1967/68 zu den „Rothosen“ des CSC 03 Kassel in die Fußball-Hessenliga wechselte. Dort machte er durch seine Torgefährlichkeit – er war auch der Torschütze beim 1:0-Auswärtserfolg der hessischen Amateurauswahl im Länderpokal am 24. Februar 1968 gegen Bremen –  Hessen Kassel auf sich aufmerksam und trat nach Vertragsunterschrift ab der Runde 1968/69 mit 25 Jahren in der zweitklassigen Regionalliga Süd für die „Löwen“ aus dem Auestadion an.
Unter Trainer Willi Kurrat belegten die Nordhessen den 10. Rang. Sein Debüt feierte der vormalige Amateurfußballer am 18. August 1968 bei einer 3:5-Auswärtsniederlage beim FC Freiburg, als er mit Otto Kastl die Flügelzange der „Löwen“ bildete und in der 21. Minute seine Mannschaft mit 1:0 in Führung brachte. Am Rundenende hatte der Neuzugang vom CSC 03 in 25 Ligaeinsätzen zehn Tore erzielt. In seiner zweiten Regionalliga-Saison, 1969/70, steigerte sich Maciossek auf 30 Verbandsspiele, in denen ihm 15 Tore gelangen und der KSV den 7. Rang belegte.
In seiner dritte Regionalligarunde, 1970/71, erreichte er unter Trainer Heinz Baas mit dem 3. Rang seine beste Platzierung. Zwei Punkte Rückstand betrug am Rundenende der Abstand zu Vizemeister Karlsruher SC. Maciossek hatte in 32 Ligaspielen 20 Tore erzielt und führte damit die interne Torschützenliste vor Reinhard Adler (19 Tore) an. Weitere leistungsstarke Mitspieler in dieser erfolgreichen Runde waren Akteure wie Torhüter Rolf Birkhölzer, Verteidiger Alfred Resenberg, Holger Brück und die Angreifer Gerhard Grau, Bernd Gerstner und Reiner Künkel. Er zeichnete sich bei den zwei Heimerfolgen gegen Jahn Regensburg (7:2) und Viktoria Aschaffenburg (5:2) jeweils als dreifacher Torschütze aus. Das Spitzenspiel am 1. Mai 1971 gegen den Vizemeister Karlsruher SC (2:0) entschied er vor 18.000 Zuschauern im Auestadion mit zwei Treffern. Auch am Rundenschlusstag, dem 19. Mai 1971, zeichnete er sich beim 5:0-Auswärtserfolg gegen die Stuttgarter Kickers mit einem Treffer aus.
In dieser Saison war der Angreifer auch erfolgreich mit dem KSV im Pokal unterwegs. Zuerst setzte er sich mit seinen Mannschaftskameraden im süddeutschen Pokal gegen den KSV Baunatal (3:1), VfR Mannheim (5:0), FC Villingen 08 (3:2) und den ESV Ingolstadt (2:0) durch und damit war Kassel für die 1. Hauptrunde um den DFB-Pokal qualifiziert. Dort trafen die „Löwen“ am 13. Dezember 1970, vor ausverkauftem Haus (34.000 Zuschauer), im Auestadion auf den haushohen Favoriten FC Bayern München. Mittelstürmer Maciossek brachte seine Mannschaft in der 25. Minute mit einem Kopfballtreffer mit 2:1 in Führung. Die drei Angreifer Adler, Grau und Maciossek brachten die Bayern-Abwehr um Sepp Maier, Georg Schwarzenbeck und Franz Beckenbauer gehörig auf Trab; am Ende trennte man sich nach Verlängerung mit 2:2. Torjäger Gerd Müller rettete die Bayern mit zwei Treffern in das Wiederholungsspiel. Das verlor Kassel einen Tag vor Weihnachten mit 0:3.
Zur Saison 1971/72 hatte Maciossek bereits einen Vertrag bei München 1860 unterschrieben, erhielt von Kassel aber keine Freigabe, sodass er erst im Sommer 1972 dem Auestadion den Rücken kehrte. Er unterschrieb beim Ligarivalen Freiburger FC. Unter Trainer Hans Wendlandt und an der Seite von Mitspielern wie Karl-Heinz Bente, Karl Armbrust und Hans Linsenmaier fand er sich im Möslestadion aber nicht zurecht und kehrte bereits im Dezember 1972 wieder nach Kassel zurück und beendete mit 15 Ligaeinsätzen und vier Toren die Runde, wo er mit dem KSV den 10. Rang belegte. Im Sommer war das Kapitel Hessen Kassel endgültig beendet, der Angreifer ging mit 31 Jahren zum Amateurverein KSV Baunatal in die Oberliga Hessen.
Nach zwei vorderen Tabellenplätzen glückte 1975/76 der Meisterschaftserfolg unter Trainer Hans Michel und Baunatal erreichte den Aufstieg in die 2. Fußball-Bundesliga. Die Schwarz-Weißen aus der VW-Stadt hatten am 24. April 1976 mit einem 5:0-Auswärtserfolg beim Lokalrivalen Hessen Kassel die Meisterschaft gefeiert. Nach dem Aufstieg zog sich Michel vom Trainerposten auf die Teammanagerposition zurück und übergab das sportliche Zepter an Nachfolger Peter Velhorn. Der 34-jährige Maciossek ging den Weg in die 2. Bundesliga mit Baunatal mit und startete auch im Angriff an der Seite des zweifachen Torschützen Erhard Hofeditz mit einem 2:0-Heimerfolg am 14. August 1976 gegen München 1860. Am Rundenende belegte der Liganeuling den 15. Tabellenrang und Maciossek hatte in 25 Zweitligaspielen neun Tore für den Aufsteiger erzielt.
Im Sommer 1978 endete sein spätes Gastspiel im Profibereich nach insgesamt 35 Spielen in der 2. Bundesliga mit 13 Toren. Zur Saison 1978/79 übernahm er Eintracht Großenritte im Amateurbereich als Spielertrainer und spielte noch bis 1981.
Der gelernte Großhandelskaufmann war als Angestellter bei der Zentralen Vergütungs- und Lohnstelle tätig, war von Guxhagen nach Fritzlar-Cappel gezogen und spielte noch jahrelang Tennis in Hertingshausen. Er verbrachte regelmäßig seine Urlaube in Ägypten und Mallorca und hielt durch regelmäßige Hunde-Spaziergänge, Radtouren und Schwimmen den Bewegungsstandard auf gutem Niveau.